# Foster (Wisconsin)
Foster es un pueblo ubicado en el condado de Clark en el estado estadounidense de Wisconsin. En el Censo de 2010 tenía una población de 95 habitantes y una densidad poblacional de 0,51 personas por km².

## Geografía
Foster se encuentra ubicado en las coordenadas 44°41′15″N 90°51′49″O / 44.68750, -90.86361. Según la Oficina del Censo de los Estados Unidos, Foster tiene una superficie total de 185.43 km², de la cual 183.84 km² corresponden a tierra firme y (0.85%) 1.58 km² es agua.

## Demografía
Según el censo de 2010, había 95 personas residiendo en Foster. La densidad de población era de 0,51 hab./km². De los 95 habitantes, Foster estaba compuesto por el 96.84% blancos, el 1.05% eran afroamericanos, el 0% eran amerindios, el 1.05% eran asiáticos, el 0% eran isleños del Pacífico, el 0% eran de otras razas y el 1.05% pertenecían a dos o más razas. Del total de la población el 0% eran hispanos o latinos de cualquier raza.